# Sillems roodmus
Sillems roodmus (Carpodacus sillemi oorspronkelijke naam: Leucosticte sillemi; "Sillems bergvink") is een zangvogel uit de familie Fringillidae (vinkachtigen). De vogel werd op 7 september 1929 verzameld door de Nederlandse vogelkundige Jérôme Alexander Sillem (1902-1986) in het westen van Tibet. De balg belandde in het Zoölogisch Museum Amsterdam met het label  Leucosticte brandti (Brandts bergvink) totdat in 1991 conservator Cees Roselaar ontdekte dat dit een nieuwe vogelsoort betrof. Uit DNA-onderzoek gepubliceerd in 2016 bleek dat de vogel thuishoort in het geslacht Carpodacus.

## Verspreiding en leefgebied
Deze soort komt voor in noordelijk India en zuidwestelijk China.